# Đảo Rắn (Ukraina)
Đảo Rắn hay còn được gọi là Đảo Zmiinyi (tiếng Ukraina: острів Змії́ний, đã Latinh hoá: ostriv Zmiinyi; tiếng Romania: Insula Șerpilor; tiếng Nga: Змеиный, đã Latinh hoá: Zmeinyy),, là một hòn đảo thuộc Ukraina nằm ở Biển Đen, gần Đồng bằng sông Danube đóng vai trò quan trọng trong việc phân định lãnh hải của Ukraine.
Hòn đảo đã được biết đến từ thời Cổ đại Hy-La và trong thời đại đó một ngôi đền thờ Achilles đã được dựng lên tại đây. Ngày nay, nó được quản lý như một phần của tỉnh  Odessa Oblast, Ukraina.
Dân số trên đảo được ghi nhận có dưới 30 người vào năm 2012. Ngôi làng Bile được thành lập vào tháng 2 năm 2007 với mục đích củng cố tình trạng của hòn đảo như một nơi có người sinh sống. Điều này xảy ra trong khoảng thời gian hòn đảo này là một phần của tranh chấp biên giới giữa Romania và Ukraine từ năm 2004 đến năm 2009 trong đó Romania tranh cãi về định nghĩa kỹ thuật của hòn đảo và biên giới xung quanh nó. Các giới hạn lãnh thổ của thềm lục địa xung quanh Đảo Rắn đã được Tòa án Công lý Quốc tế phân định vào năm 2009, cung cấp cho Romania gần 80% lãnh thổ hàng hải đang tranh chấp.
Vào ngày 24 tháng 2 năm 2022, hai tàu chiến của hải quân Nga đã tấn công và chiếm được Đảo Rắn. Sau đó nó đã bị Ukraine bắn phá dữ dội. Vào ngày 30 tháng 6 năm 2022, Ukraine thông báo rằng họ đã đánh đuổi các lực lượng Nga ra khỏi hòn đảo này. Nga tuyên bố rằng việc rút quân của họ là một "cử chỉ thiện chí".

## Địa lý

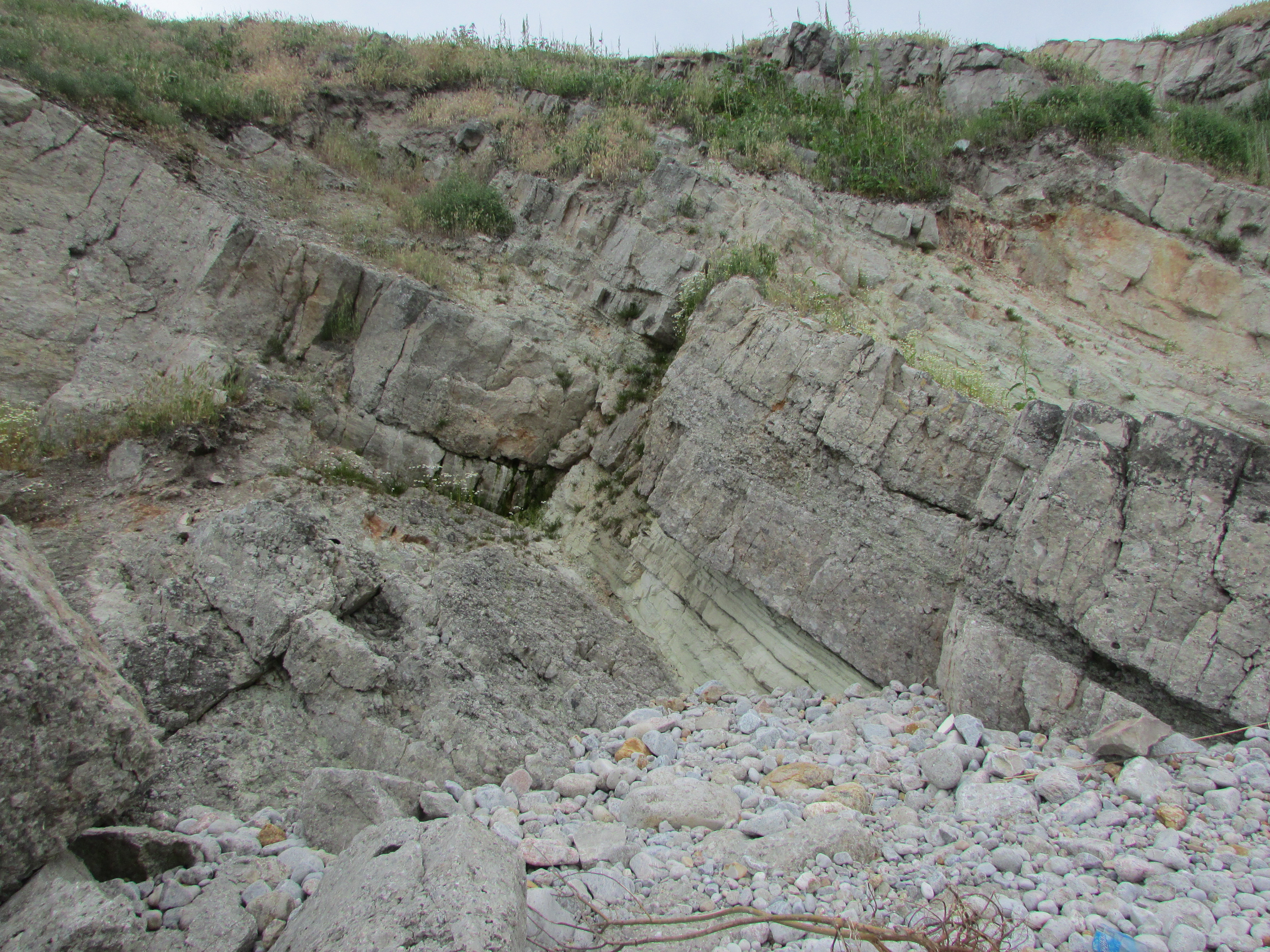
Đá nhô ra của khối kết tụ trên đảo

Đảo Rắn nằm cách bờ biển 35 km về phía đông cửa sông Danube. Tọa độ của hòn đảo là 45°15′B 30°12′Đ / 45,25°B 30,2°Đ. Hòn đảo này có hình chữ X, dài 690 mét từ Tây Nam đến Đông Bắc và bằng 682 mét từ Tây Bắc đến Đông Nam, đảo có diện tích 0,205 km2 (0,079 sq mi). Khu vực cao nhất là 41 mét (135 ft) trên mực nước biển. Đảo không có núi nổi bật mà là một ngọn đồi có độ dốc thấp.
Nền tảng của đảo bao gồm các đá trầm tích Silurian và Devon, chủ yếu là tập kết-breccias thạch anh bị biến chất, có độ xi măng cao, với các kết tụ phụ, sa thạch và đất sét, tạo thành những vách đá bao quanh đảo cao tới 25 mét. Cấu trúc địa chất của hòn đảo được xác định bởi một đường đơn lượn sóng định hướng về phía đông bắc, với một nếp lồi nhỏ ở phần phía đông của đảo. Đảo bị đan xen bởi các đứt gãy theo cả 2 hướng Bắc-Nam và Đông Bắc-Tây Nam.
Vị trí ven biển gần nhất với hòn đảo là Đảo Kubanskyi trên phần đất Ukraina của đồng bằng sông Danube nằm cách 35 km (22 mi) giữa Kênh Bystroe và Kênh Skhidnyi. Thành phố biển gần nhất của Đảo Rắn thuộc Romania là Sulina nằm cách đó 45 km (28 mi). Thành phố gần nhất của Đảo Rắn thuộc Ukraina là Vylkove, 50 km (31 mi).Tuy nhiên, có một cảng duy nhất gần đảo Rắn là cảng Ust-Dunaisk, cách đảo 44 km (27 mi).